# Инслейв
„Инслейв“ (Enslaved) е норвежка блек метъл група, формирана през 1991 г. в Хаугесун. Понастоящем локализирана в Берген.

## История
Групата е създадена през юли 1991 г. от Ивар Бьорнсон и Грутле Кялсон, когато са още на 13 и 17 години, съответно. Името на групата е вдъхновено от демо песен на Immortal – „Enslaved in Rot“. След много промени в състава, Бьорнсон и Кялсон са единствените останали оригинални членове.
Преди формирането на Enslaved, Бьорнсон и Кялсон свирят в дет метъл банда, наречена Phobia, но подобно на много хора в движението на екстремния метъл, те търсят нови източници на вдъхновение и изразяване. Въпреки че Enslaved започва като пионер в норвежкия блек метъл през 1991 г., от 1993 г. те са включват в песните неща необичайни за жанра. Някои от по-ранните им песни достигат до десет минути продължителност. Групата впоследствие отхвърля блек метъл определението и се самоопределя като екстремен метъл. С годините те включват викинг метъл и прогресив метъл звучене в творбите си.
Enslaved издава албума „Vertebrae“ през септември 2008 г., техен десети студиен албум и първи с Nuclear Blast. „Terrorizer Magazine“ го обявява за албум на годината през 2008 г. След турне продължаващо в Европа, Enslaved предприема турне в Северна Америка с прогресив дет метъл бандата Opeth през май 2009 г. Албумът е промяна в подхода и неговите разнообразни звуци.
След като подписва договор с Nuclear Blast в Европа, Enslaved пуска албума „RIITIIR“, на 28 септември 2012 г. в Европа и на 9 октомври в Северна Америка. Албумът получава положителни отзиви от музикалните критици.
На 10 март 2015 г. чрез Nuclear Blast е издаден албумът „In Times“.

## Стил и влияния
Ранната музика на групата се корени в традиционния блек метъл и викинг метъл, от който, обаче групата се отдалечава след „Monumension“ (2001) и „Below the Lights“ (2003). B този момент, групата се редуцира до двамата свои членове учредители, Бьорнсон и Кялсон. Те започват да включат елементи на прогресив рок, джаз, както и други различни влияния в техния звук, и с течение на времето продължават тази прогресия.

## Състав
| Настоящи членове - Грутле Кялсон – вокали и бас (1991– ) - Ивар Бьорнсон – китара, клавири и беквокали (1991– ) - Арве Исдал – китара (2002– ) - Като Бекеволд – барабани (2003– ) |  | Предишни членове - Трюм Торсон – барабани (1991–1995) - Харалд Хелгесон – барабани (1995–1997) - Пер Хусебьо – барабани (1997–2003) - Рой Кронхейм – китара (1997–2002) - Хербранд Ларсен – клавири, синтезатор, китара (2004–2016) |

## Дискография
| - Vikingligr Veldi (1994) - Frost (1994) - Eld (1997) - Blodhemn (1998) - Mardraum – Beyond the Within (2000) - Monumension (2001) - Below the Lights (2003) - Isa (2004) - Ruun (2006) - Vertebrae (2008) - Axioma Ethica Odini (2010) - RIITIIR (2012) - In Times (2015) - E (2017) - Utgard (2020) - Heimdal (2023) | - Hordanes Land (1993) |